# Trichilia rubescens
Trichilia rubescens är en tvåhjärtbladig växtart som beskrevs av Oliver. Trichilia rubescens ingår i släktet Trichilia och familjen Meliaceae. Inga underarter finns listade i Catalogue of Life.